# Ligne d'Alençon à Fresnay-sur-Sarthe
La ligne de tramway rural d'Alençon à Fresnay-sur-Sarthe appartenait au réseau des Tramways de la Sarthe (TS), et se situait dans les départements de l'Orne et de la Sarthe et les régions Basse-Normandie et Pays de la Loire.

## Histoire
Elle a été ouverte en 1914 et fermée en 1934–1935. Elle raccordait le nœud ferroviaire d'Alençon à Fresnay-sur-Sarthe en traversant la région pittoresque des Alpes Mancelles. Contrairement au  réseau ferré national  construit à  l'écartement normal (1,435 m), cette ligne était à voie métrique (1,000 m).
À Alençon, le tramway avait plusieurs arrêts, en dehors de celui qui permettait les correspondances avec les trains, à la gare d'Alençon du Réseau de l'État. La ville disposait donc d'une ébauche de tramway urbain.

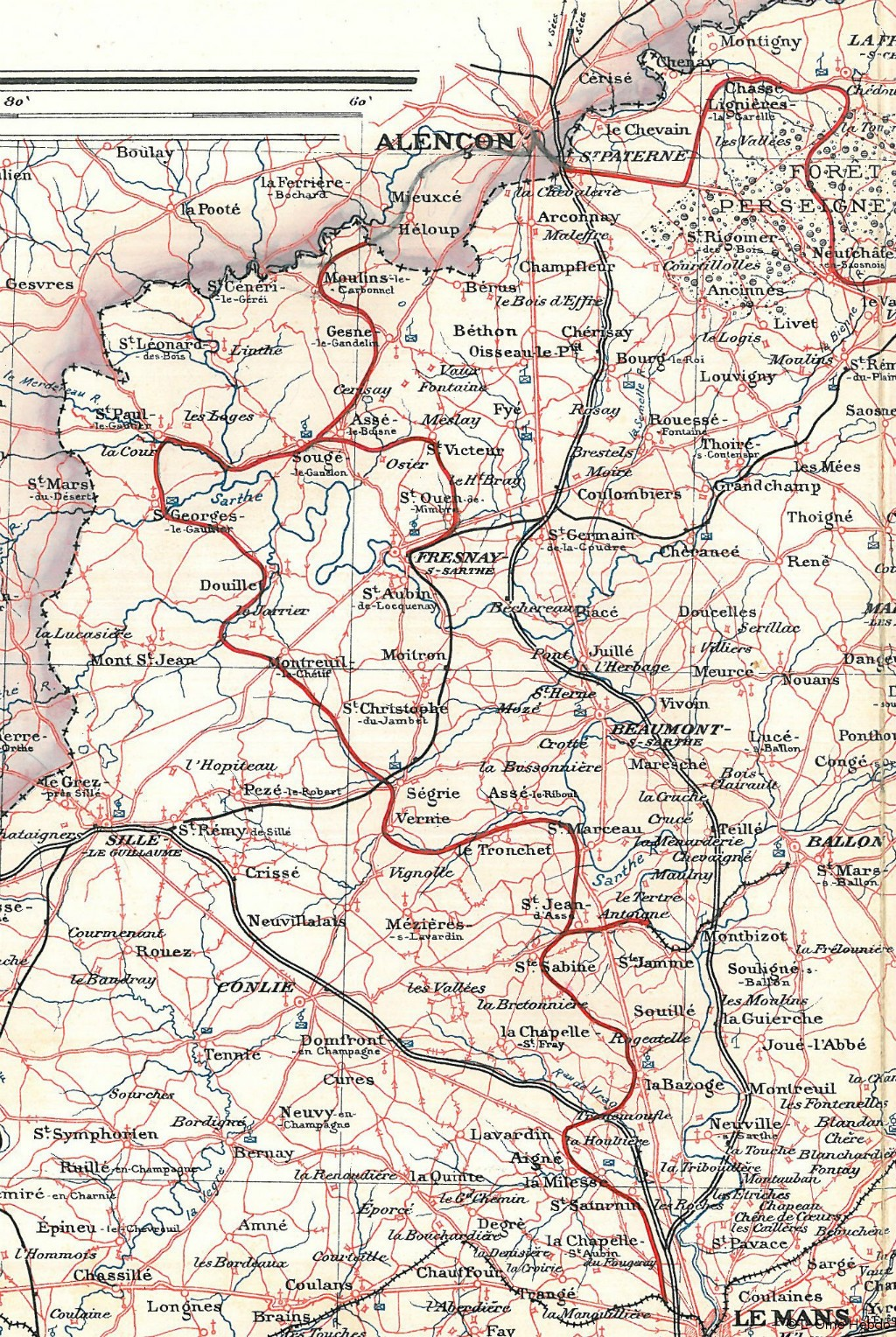
Tracé de la ligne de tramway d'Alençon à Fresnay-sur-Sarthe

Travaux de réalisation : « De 1911 à 1914 pour le tronçon Alençon-Fresnay, avec ouverture au trafic voyageurs le 16 juillet 1914 ».
Les années 1880 voient l'émergence des tramways ruraux. Cela permet d'affiner le quadrillage mis en place par le chemin de fer. Le tram est moins coûteux que le train, car il peut circuler en ville et sur les routes. En tout, trois lignes verront le jour dans l'Orne : Carrouges-Argentan-Trun (1913-1936), Mortagne-Longny-La Loupe (1913-1935) et donc Alençon-Fresnay-sur-Sarthe.

## Chronologie
- 1914 septembre-octobre : Mise en service de la ligne.
- 1921 juin : Suspension de l'exploitation par la Compagnie des Tramways de la Sarthe (CTS).
- 1925 : réouverture de la ligne avec une automotrice à essence.
- 1932 : Fermeture de la ligne.
- 1935 : Dépose de la voie.
- La Ville d’Alençon achète la gare du "Boulevard de la République".
- 1938, le CS Alençon rachète une portion de la ligne pour y installer un stand de tir.

La ligne 4 des Transports Interurbains de la Sarthe (TIS) est un lointain successeur de cette ligne de chemin de fer secondaire.

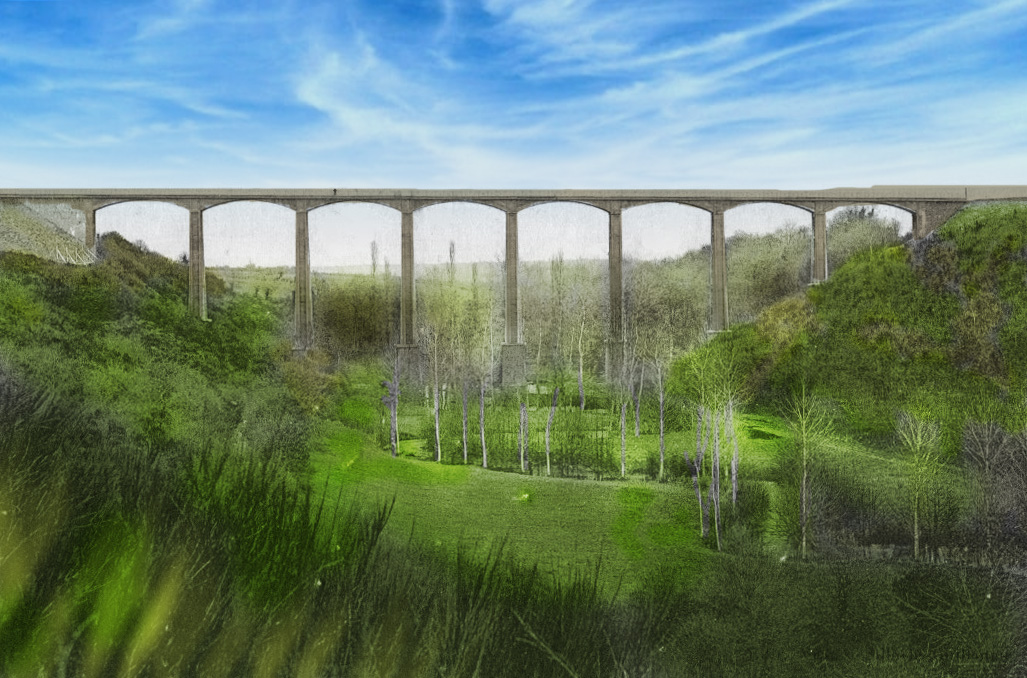
Viaduc du tramway SAINT-GEORGES-LE-GAULTIER

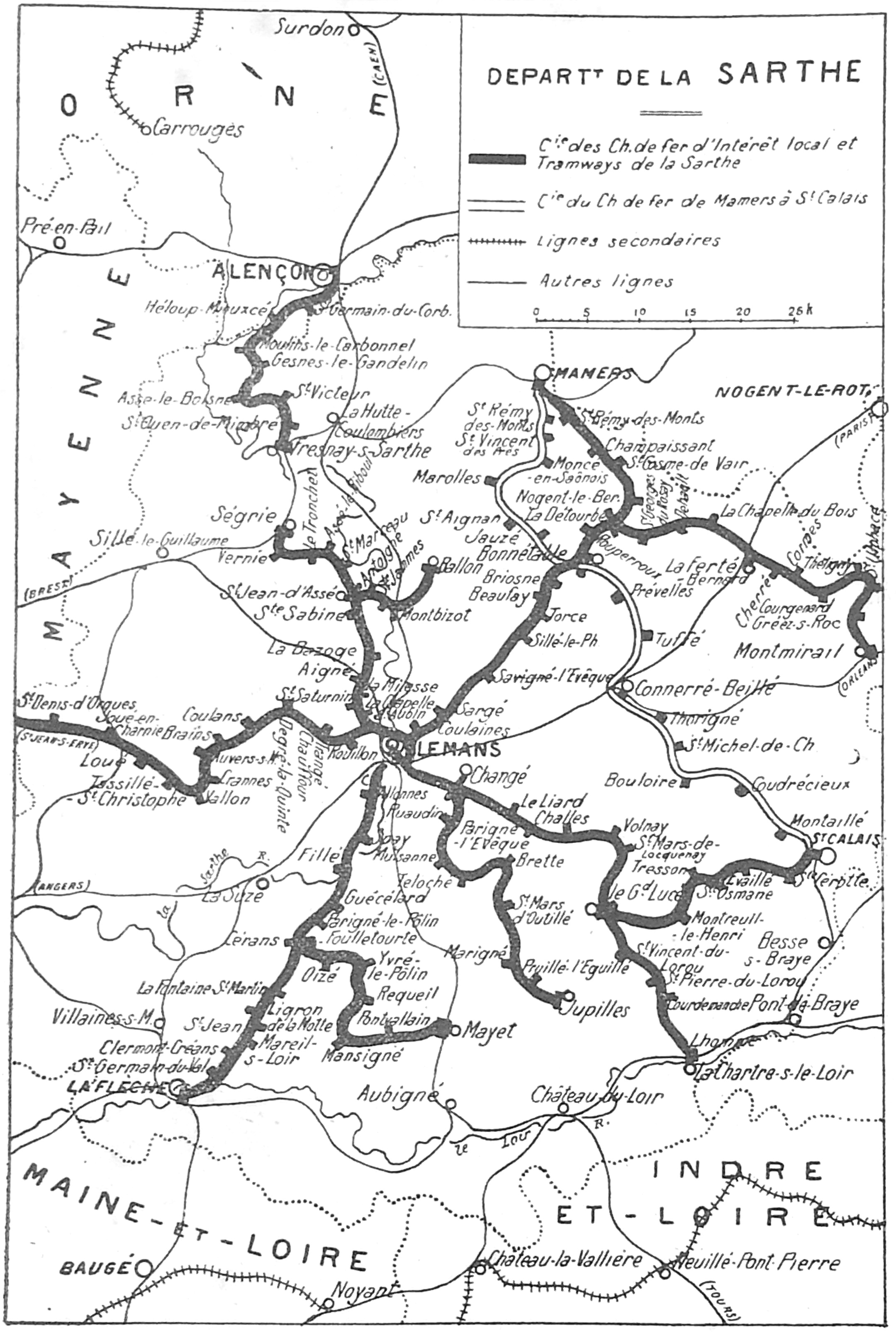
Tramways de la Sarthe

## Caractéristiques
Trois sur le tronçon ornais : d'abord à Alençon, qui comptait aussi un arrêt facultatif à Montsort. Une autre gare à Saint-Germain-du-Corbéis, près de l'actuelle salle de la prairie ; il y avait aussi un arrêt facultatif en bas de la route de Fresnay, près du rond-point. Enfin, une gare à Héloup, près de la côte qui va à Mieuxcé.

## Plan de la ligne
- Alençon–État : correspondances trains à la gare d'Alençon (Réseau de l'État)
- Alençon–Local (ou Alençon–Tramway)
- Alençon–Montsort
- Saint-Germain-du-Corbeis
- Héloup–Mieuxcé
- Moulins-le-Carbonnel
- Gesnes-le-Gandelin
- Assé-le-Boisne
- Saint-Victeur
- Saint-Ouen-de-Mimbré
- Fresnay-sur-Sarthe : correspondances trains à la gare de Fresnay-sur-Sarthe (Réseau de l'État)

« Elle partait de l’actuelle gare SNCF, longeait le bd de la République, il y avait une halte à Montsort (N.D.L.R. : carrefour République/Leclerc/Rhin et Danube), la ligne épousait la rue de la Suifferie, avec gare du côté de la Prairie, puis montait vers Hesloup (avec gare), Moulins-le-Carbonnel, Gesnes-le-Gandelain, Assé-le-Boisne et Fresnay. La ligne initiale passait par Saint-Paul et Saint-Georges-le-Gaultier ».

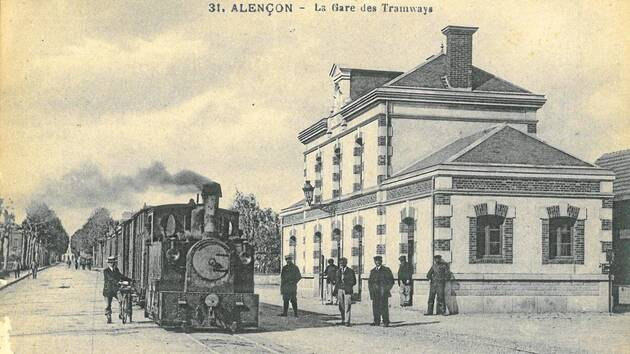
La gare du tram à Alençon, sur le boulevard de la République. À l'emplacement de l'ancienne piscine, là où se trouve le parking de la police municipale, boulevard de la République. Elle a été abattue à la fin des années 50.

## Exploitation
"Trois trains quotidiens au départ de la gare d'Alençon, à l'emplacement de l'ancienne piscine : à 5 h 30 pour les paysans et pêcheurs, à 11 h 50 pour les ménagères, et à 16 h 50 pour le retour du travail. Deux classes de voyageurs, 2,10 F en première classe pour Fresnay, 1,60 F en seconde. » Un succès au début, un succès au début : 970 voyageurs le premier dimanche, 30 voyageurs par train."  source : Jean-Claude Martin.